# Dactylocerca sancarlosa
Dactylocerca sancarlosa är en insektsart som beskrevs av Ross 2003. Dactylocerca sancarlosa ingår i släktet Dactylocerca och familjen Anisembiidae. Inga underarter finns listade i Catalogue of Life.